# درک ددمن
درک ددمن (انگلیسی: Derek Deadman؛ ۱۱ مارس ۱۹۴۰ – ۲۲ نوامبر ۲۰۱۴) یک هنرپیشه اهل بریتانیا بود.
از فیلم‌ها یا برنامه‌های تلویزیونی که وی در آن نقش داشته است می‌توان به هری پاتر و سنگ جادو، دیگر هرگز نگو هرگز، عشق و حکایت‌های کنتربری اشاره کرد.